# Општина Зорленцу Маре (Караш-Северин)
Зорленцу Маре (рум. Zorlenţu Mare) општина је у Румунији у округу Караш-Северин.
Oпштина се налази на надморској висини од 202 m.